# Fiscale inlichtingen- en opsporingsdienst
De Fiscale inlichtingen- en opsporingsdienst, veelal afgekort tot FIOD, is de opsporingsdienst van de Nederlandse Belastingdienst. Sinds september 1999 is de FIOD samen met de Economische Controledienst (ECD) van het ministerie van Economische Zaken één dienst, tot 2010 heette de dienst dan ook FIOD-ECD.

## Doel en taken
De FIOD werkt aan de volgende doelen:
- het tegengaan van fiscale, financiële en economische delicten, zoals fraude;
- het waarborgen van een integer beroeps- en bedrijfsleven;
- de bestrijding van de georganiseerde criminaliteit.

### Taken

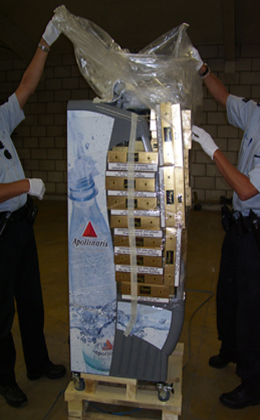
Politiepersoneel van district De Eilanden, de Douane en de FIOD-ECD hebben dinsdag 31 juli 2007 ruim tien miljoen illegale sigaretten aangetroffen in een loods in Oude-Tonge. De sigaretten waren verborgen in dozen met koelkasten en in de koelkasten zelf. Er zijn drie verdachten aangehouden, een 41-jarige Rotterdammer, een 38- en een 47-jarige man zonder vaste woon- of verbijfplaats. Als de sigaretten op de Nederlandse markt waren gebracht zou de Staat 1,5 miljoen euro aan belastingen misgelopen zijn.

De FIOD is een opsporingsdienst. De rechercheurs, projectleiders en teamleiders van de FIOD zijn algemeen opsporingsambtenaar, wat inhoudt dat zij bevoegd zijn tot het opsporen van alle strafbare feiten. Daarnaast zijn er FIOD-medewerkers aangewezen als hulpofficier van justitie, ze kunnen onder andere verdachten in verzekering stellen, doorzoekingen bevelen, uitlevering bevelen, en machtiging verlenen tot het binnentreden in een woning zonder toestemming van de bewoner(s).
Bij een redelijk vermoeden dat een verdachte gefraudeerd heeft, kan een opsporingsteam, in overleg met het Functioneel Parket, een onderzoek starten. Aanwijzingen voor fraude kunnen gemeld zijn door belastingdienstkantoren, douanekantoren, Politie, UWV, de Autoriteit Financiële Markten (AFM), De Nederlandsche Bank (DNB) of andere toezichthouders. Ook kunnen curatoren of privépersonen aangifte doen.
Opsporingsteams houden zich bezig met, onder meer:
- fiscale fraude (belastingontduiking);
- financieel-economische fraude (zoals beurs- en beleggingsfraude, handel met voorkennis, piramidespelen, faillissementsfraude, boekhoudfraude en witwassen);
- douanedelicten, zoals smokkel van sigaretten, smokkel van drugs en ontduiken van invoerrechten en smokkel van strategische goederen;
- de voorkoming van financieren van terrorisme;
- corruptiebestrijding; en
- opsporen van grondstoffen voor de vervaardiging van XTC (Ecstacy) en het opsporen van XTC-laboratoria.

De opsporingsteams zetten hun expertise ook in voor de bestrijding van de georganiseerde criminaliteit en de organisatiecriminaliteit. Dit gebeurt in samenwerking met de Dienst Landelijke Recherche, onderdeel van het Korps landelijke politiediensten (KLPD) en andere opsporingsdiensten.
Bij opsporingsonderzoeken is het Functioneel Parket, onderdeel van het Openbaar Ministerie, betrokken. Het OM treedt op als opdrachtgever voor het onderzoek. Dit onderzoek mondt uit in een proces-verbaal op grond waarvan het OM de vervolging instelt.
De rechercheurs van de FIOD zijn bevoegd om een dienstwapen (semiautomatisch pistool Walther P99), wapenstok, handboeien en pepperspray te dragen. Bovendien beschikt de FIOD over eigen aanhoudingseenheden (VAG) die zeer goed geoefend zijn en voorzien zijn van alle benodigde materialen en uitrustingsstukken. Zij trainen regelmatig samen met arrestatieteams van de politie.

### Auteursrechtenschending
De FIOD houdt zich ook bezig met het opsporen van auteursrechtenschending. De voornaamste taak op dit gebied is het handhaven van de Auteurswet. Het gaat daarbij vooral om de opsporing van inbreuken op het auteursrecht van muziek-, film-, en interactieve software.

## Organisatie en omvang
Bij de FIOD werken ruim 1500 mensen op 14 locaties verspreid over Nederland. Op deze locaties zijn 1 - 5 opsporingsteams werkzaam. Daarnaast is er een aantal teams Account/opsporingsinformatie, een team strategische opsporingsinformatie, een team internationale opsporing, vijf antiwitwasteams, een eigen TCI (Team Criminele Inlichtingen) en drie HARC-teams in Rotterdam, Amsterdam en Schiphol.
De opsporingsteams, gespecialiseerd in financieel en digitaal rechercheren zijn samengesteld uit 20% universitair opgeleide medewerkers, (forensische accountants, criminologen, en juristen), ruim 60% HBO-opgeleide medewerkers, en 20% MBO-opgeleide medewerkers. Daarnaast beschikt de FIOD over hulpofficieren van justitie, een Forensisch IT team, EDP-Audit medewerkers, een aantal observatie-teams, Sectie Technische Ondersteuning, aanhoudingseenheden (VAG), pseudo-kopers (infiltratie), een Team Criminele Inlichtingen (TCI) en een forensisch technische recherche. Binnen de FIOD werken ca. 50 strategische, tactische en operationeel criminaliteitsanalisten.
Het hoofdkantoor is gevestigd in Utrecht.

### Samenwerking
Internationaal wordt samengewerkt met Europol, de Organisation de la Lutte anti Fraude (OLAF) en de zusterdiensten in het buitenland.
Nationaal wordt samengewerkt met onder meer de regionale politie, de Landelijke Eenheid van de politie, de bijzondere opsporingsdiensten, de Rijksrecherche, de Koninklijke Marechaussee en de AIVD.
Het FIOD is partner van het Financieel Expertise Centrum (FEC).

### Hit and Run Cargoteam (HARC-team) Rotterdam
In de Rotterdamse haven is een permanent samenwerkingsverband actief, samengesteld uit rechercheurs van de Douane, FIOD en de Zeehavenpolitie Rotterdam. De operationele ondersteuning wordt verzorgd door leden van het Team Bijzondere Bijstand van de Douane Rotterdam.
Het HARC-team is gespecialiseerd in onderzoeken naar de invoer, doorvoer en uitvoer van verdovende middelen. Het team maakt veelvuldig gebruik van bijzondere opsporingsbevoegdheden en staat internationaal hoog aangeschreven.
Het HARC-team investeert in middelen en opleidingen om technologische ontwikkelingen te volgen en de misdaad een stap voor te blijven. Men is grotendeels selfsupporting en beschikt over eigen hulpofficieren van justitie, technische ondersteuning, speciale voertuigen, observatie- en aanhoudingsgroepen, speciale ruimtes om verdovende middelen te testen wegen en bemonsteren, etc. Het HARC-team is 24/7 paraat, heeft een eigen officier van justitie en kan daarom zeer snel ingrijpen.
De onderzoeken komen meestal tot stand na incidenten die gerelateerd zijn aan het Rotterdamse havengebied, maar het team voert ook onderzoeken uit die hun oorsprong hebben aan de zuidgrens van Nederland inclusief de haven van Vlissingen.
Ook de smokkel van verdovende middelen via de Noordzee wordt door het HARC-team opgespoord. De bevoegdheid om in Nederland binnenkomende goederen die de volksgezondheid schade kunnen toebrengen, op te sporen, behoort op grond van de Algemene Douanewet (ADW) toe aan de Douane.
De opsporingstaken van de Douane worden uitgevoerd door de FIOD, tevens onderdeel van het ministerie van Financiën. De FIOD heeft vervolgens de opsporing van verdovende middelen belegd bij de HARC-teams in Rotterdam, Amsterdam en op de luchthaven Schiphol.
De grootste inbeslagneming van cocaïne in Nederland ooit, werd gerealiseerd door het HARC-team Rotterdam. Er werd bij die gelegenheid 4625 kg in beslag genomen.
Het HARC-team werkt nauw samen met liaison-officers van het KLPD en Douane die over de hele wereld gestationeerd zijn, alsmede met de DEA, FBI, Nationale Crime Agency (Engeland) en andere buitenlandse opsporingsdiensten.

## Historie
Op 26 juni 1945 werd de Fiscale Inlichtingen- en Opsporingsdienst (FIOD) ingesteld door minister Lieftinck en op 20 september 1945 werden de werkzaamheden gestart aan de Prins Hendrikkade in Amsterdam. Voor die tijd had de Belastingdienst al een Afdeling Inlichtingen, die inlichtingen omtrent bedrijven verzamelde voor de belastinginspecteurs. Aan fraudebestrijding werd weinig gedaan. Fraude werd meestal administratief afgedaan door de inspecteur met een aanslag en een boete.
De FIOD had toen drie afdelingen: de Douanerecherchedienst, de Opsporingsdienst (Fiscale Recherche) en de Inlichtingendienst.
1 maart 1950 wordt er een aparte afdeling Effectenzaken opgericht.
In de jaren 70 groeide de aandacht voor fraudebestrijding. De media schreven steeds vaker over frauduleus gedrag met betrekking tot besloten vennootschappen, sociale uitkeringen, EG-subsidies en het nieuwe systeem van de omzetbelasting. Het opsporingsonderzoek van de FIOD gebeurde meer en meer in samenwerking met de politie, de Economische Controledienst en buitenlandse diensten.
De FIOD voerde een aantal gerichte acties uit om verzwegen opbrengsten te achterhalen, bijvoorbeeld de actie Goudtand bij tandartsen en de actie Schuimkraag onder kasteleins.
Om potentiële fraudeurs af te schrikken en de algemene belastingmoraal te verbeteren werden er ook vooraf aangekondigde acties bij bedrijven uitgevoerd.
In september 1999 werd de Economische Controledienst (ECD) van Economische Zaken toegevoegd aan de belastingdienst. In het begin heette dit onderdeel Belastingdienst/ECD, maar het werd eind 1999 verder geïntegreerd. De officiële tenaamstelling werd FIOD-ECD.
Sinds 2001 is de Belastingdienst samen met de FIOD-ECD en het Openbaar Ministerie bezig met een aantal zogenaamde 'rekeningenprojecten'. In dit kader wordt onderzoek verricht naar heimelijke buitenlandse banktegoeden van Nederlandse ingezetenen in verschillende landen en daarmee samenhangende achterstallige belastingen. In het kader van de Nota versterking aanpak Financieel-economische criminaliteit (FINEC) van het kabinet Balkenende is voor de aanpak van witwassen begin 2008 de FIOD-ECD uitgebreid met 35 medewerkers. Op 1 januari 2003 werd de "Opsporingsdienst van de Buma/Stemra" (ODBS) bij de FIOD-ECD gevoegd. Deze dienst ging binnen de FIOD-ECD verder onder de naam Team Opsporing Piraterij.
Per 1 januari 2006 werden 35 rechercheurs van de opsporingsdienst van het UWV geplaatst bij de FIOD-ECD omdat de opsporing van fraude met werknemersverzekeringen (premiefraude) tot het taakveld van de FIOD-ECD ging behoren.
Per 1 juni 2007 is de Wet op de bijzondere opsporingsdiensten in werking getreden. In deze wet is onder meer geregeld wat de bevoegdheden zijn van bijzondere opsporingsdiensten, zoals de FIOD-ECD, en aan welk toezicht zij zijn onderworpen. Met ingang van die datum werden de rechercheurs van de FIOD-ECD benoemd tot algemeen opsporingsambtenaar, waarmee zij qua opsporingsbevoegdheden gelijk werden gesteld met politieambtenaren.
Op 1 juli 2010 werd de naam FIOD-ECD gewijzigd in FIOD.

### Zaken
Geruchtmakende zaken waar de FIOD-ECD bij betrokken is geweest, zijn:
- Het onderzoek bij de horecaketen Van der Valk
- De Bank Slavenburg
- De zaak Ahold
- Een aantal zaken tegen voetbalclubs
- First Curaçao International Bank
- Klimopzaak (vastgoedfraude bij Philips Pensioenfonds en Bouwfonds)